# Веслування на байдарках і каное на літніх Олімпійських іграх 2016 — каное-одиночки, 1000 метрів (чоловіки)
Змагання з веслування на каное-одиночках на дистанції 1000 м серед чоловіків на літніх Олімпійських іграх 2016 пройшли 15-16 серпня на озері Родрігу-де-Фрейташ.

## Порядок проведення
Змагання включають кваліфікаційні запливи, півфінали та фінал. Переможці кваліфікаційних запливів переходять до фіналу «А», решта учасників змагається у півфіналах. Два учасники кожного півфіналу, що показали найкращі результати, а також п'ятий учасник півфіналів з найкращим результатом після них проходять до фіналу «А», де змагаються з переможцями кваліфікаційних запливів. Решта півфіналістів змагається у фіналі «Б».

## Розклад
Хронологія за бразильським часом (UTC−3)
| Дата                 | Час         | Етап                  |
| -------------------- | ----------- | --------------------- |
| 15 серпня, понеділок | 08:00 10:30 | Кваліфікація Півфінал |
| 16 серпня, вівторок  | 09:00       | Фінал                 |

## Результати

### Кваліфікаційні запливи

#### Перший кваліфікаційний заплив
| Місце | Ім'я               | Країна           | Час      | Примітки |
| ----- | ------------------ | ---------------- | -------- | -------- |
| 1     | Себастьян Брендель | Німеччина (GER)  | 3:58.044 | FA       |
| 2     | Крейг Бенсон       | Польща (POL)     | 3:59.928 | SF       |
| 3     | Генрік Вашбаняі    | Угорщина (HUN)   | 4:01.953 | SF       |
| 4     | Ендрю Вілліс       | Латвія (LAT)     | 4:11.766 | SF       |
| 5     | Вінсент Фаркас     | Словаччина (SVK) | 4:12.295 | SF       |
| 6     | Мартін Марінов     | Австралія (AUS)  | 4:33.166 | SF       |
| 7     | Мусса Шамауне      | Мозамбік (MOZ)   | 5:00.454 | SF       |

#### Другий кваліфікаційний заплив
| Місце | Ім'я                     | Країна                    | Час      | Примітки |
| ----- | ------------------------ | ------------------------- | -------- | -------- |
| 1     | Ісакіас Кейрос           | Бразилія (BRA)            | 3:59.615 | FA       |
| 2     | Мартін Фукса             | Чехія (CZE)               | 4:01.492 | SF       |
| 3     | Ілля Штокалов            | Росія (RUS)               | 4:02.626 | SF       |
| 4     | Карло Таккіні            | Італія (ITA)              | 4:04.697 | SF       |
| 5     | Адрієн Бар               | Франція (FRA)             | 4:10.043 | SF       |
| 6     | Трісте Булі да Консейсау | Сан-Томе і Принсіпі (STP) | 4:54.516 | SF       |

#### Третій кваліфікаційний заплив
| Місце | Ім'я               | Країна           | Час      | Примітки |
| ----- | ------------------ | ---------------- | -------- | -------- |
| 1     | Сергій Тарновський | Молдова (MDA)    | 4:05.193 | FA       |
| 2     | Герасим Кочнєв     | Узбекистан (UZB) | 4:08.127 | SF       |
| 3     | Марк Олдершов      | Канада (CAN)     | 4:13.600 | SF       |
| 4     | Павло Алтухов      | Україна (UKR)    | 4:19.361 | SF       |
| 5     | Ангел Кодінов      | Болгарія (BUL)   | 4:27.904 | SF       |
| 6     | Тімур Хайдаров     | Казахстан (KAZ)  | 5:30.030 | SF       |

### Півфінал

#### Перший півфінал
| Місце | Ім'я           | Країна           | Час      | Примітки |
| ----- | -------------- | ---------------- | -------- | -------- |
| 1     | Ілля Штокалов  | Росія (RUS)      | 3:58.259 | FA       |
| 2     | Павло Алтухов  | Україна (UKR)    | 3:58.574 | FA       |
| 3     | Герасим Кочнєв | Узбекистан (UZB) | 3:59.489 | FA       |
| 4     | Крейг Бенсон   | Польща (POL)     | 3:59.836 | FB       |
| 5     | Адрієн Бар     | Франція (FRA)    | 4:08.593 | FB       |
| 6     | Ендрю Вілліс   | Латвія (LAT)     | 4:20.181 | FB       |
| 7     | Мартін Марінов | Австралія (AUS)  | 4:24.723 | FB       |
| 8     | Тімур Хайдаров | Казахстан (KAZ)  | 5:33.919 |          |

#### Другий півфінал
| Місце | Ім'я                     | Країна                    | Час      | Примітки |
| ----- | ------------------------ | ------------------------- | -------- | -------- |
| 1     | Мартін Фукса             | Чехія (CZE)               | 4:01.793 | FA       |
| 2     | Карло Таккіні            | Італія (ITA)              | 4:02.461 | FA       |
| 3     | Генрік Вашбаняі          | Угорщина (HUN)            | 4:03.113 | FB       |
| 4     | Марк Олдершов            | Канада (CAN)              | 4:03.493 | FB       |
| 5     | Вінсент Фаркас           | Словаччина (SVK)          | 4:19.084 | FB       |
| 6     | Ангел Кодінов            | Болгарія (BUL)            | 4:30.574 | FB       |
| 7     | Трісте Булі да Консейсау | Сан-Томе і Принсіпі (STP) | 4:46.396 |          |
| 8     | Мусса Шамауне            | Мозамбік (MOZ)            | 5:07.281 |          |

### Фінал

#### Фінал Б
| Місце    | Ім'я            | Країна           | Час      |
| -------- | --------------- | ---------------- | -------- |
| 1        | Крейг Бенсон    | Польща (POL)     | 3:59.350 |
| 2        | Адрієн Бар      | Франція (FRA)    | 4:00.911 |
| 3        | Вінсент Фаркас  | Словаччина (SVK) | 4:04.013 |
| 4        | Марк Олдершов   | Канада (CAN)     | 4:06.972 |
| 5        | Ендрю Вілліс    | Латвія (LAT)     | 4:10.084 |
| 6        | Ангел Кодінов   | Болгарія (BUL)   | 4:10.102 |
| 7        | Мартін Марінов  | Австралія (AUS)  | 4:15.524 |
| Дисквал. | Генрік Вашбаняі | Угорщина (HUN)   | DSQ      |

#### Фінал А
| Місце | Ім'я                | Країна           | Час            |
| ----- | ------------------- | ---------------- | -------------- |
| 1     | Себастьян Брендель  | Німеччина (GER)  | 3:56.926       |
| 2     | Ісакіас Кейрос      | Бразилія (BRA)   | 3:58.529       |
| 3     | Ілля Штокалов       | Росія (RUS)      | 4:00.963       |
| 4     | Павло Алтухов       | Україна (UKR)    | 4:01.587       |
| 5     | Мартін Фукса        | Чехія (CZE)      | 4:03.322       |
| 6     | Герасим Кочнєв      | Узбекистан (UZB) | 4:04.205       |
| 7     | Карло Таккіні       | Італія (ITA)     | 4:15.368       |
|       | Сергій Тарновський* | Молдова (MDA)    | 4:00.852 (ДСК) |

- У Сергія Тарновського допінг-тест дав позитивний результат.[2] Він був позбавлений бронзової нагороди.